# Kyoshi
Kyoshi (教士, littéralement « samouraï enseignant ») est le deuxième titre de maîtrise dans le système Shōgō (système de titres d'arts martiaux mis en place par la Dai Nippon Botoku Kai -DNBK-)[1]. Il ne peut être décerné que par un Hanshi (範士). Il est généralement attribué entre le 7ème et le 8ème Dan et à 40 ans révolu (6e Dan sur dérogation du soke). Le titulaire de ce titre est un homme de transmission, un pratiquant virtuose qui est consacré à l'enseignement ayant atteint l'unité intérieure et une grande connaissance de l’art. Cette dénomination désigne un individu d'un rang élevé dans son domaine, qui a réalisé des prouesses. Il a des connaissances approfondies des techniques et de la tradition des arts martiaux. Il a fait la preuve de la qualité de sa technique et de sa méthode d'enseignement. Il maîtrise les techniques internes et a atteint la perfection intérieure (IKO NO KOKORO). C'est le niveau du maître instructeur dans le système des grades japonais dans les arts martiaux.
Renshi, kyoshi et hanshi sont des titres de samouraï créés à la Daï Nippon Butokukaï et ne pouvant à l'époque être délivrés que par l'empereur du Japon ou des membres habilités de sa famille.
Un Kyoshi vit et place son existence sur un plan d’expérience intérieure. Il est bien évidemment impensable d’être Kyoshi sans avoir été auparavant en principe Renshi (錬士) durant plus de 10 ans (sauf dérogation du soke).
Dans le passé, traditionnellement, seul le titre de Kyoshi permettait d'ouvrir sa propre école (Ryū), avec la liberté d'enseigner de sa propre façon. Il fallait donc approcher de la quarantaine pour pouvoir ouvrir son ryū, après avoir fait preuve de dons hors du commun et bien peu étaient ceux qui y parvenaient et y parviennent encore.
Ce titre bénéficie d'une équivalence universitaire de « Master of fine Arts » (Maîtrise) en philosophie martiale reconnue dans tous les pays anglo-saxons ainsi qu'en Chine et au Japon. Il n'est pas reconnu en France.